# Глазер, Лулу
Лулу Глазер (англ. Lulu Glaser; 2 июня 1874—5 сентября 1958) — американская актриса и певица. Выступала на Бродвее и участвовала в водевилях.

## Биография
Первое публичное выступление Глазер состоялось 30 декабря 1891 года, в Бродвейском театре, в пьесе «Укротительница Львов». Позже в 1893 году сыграла в Явотту в оперетте «Эрмини» вместе с Фрэнсисом Уилсоном в главной роли. Появилась в двух немых фильмах: «Паломническая любовь к Америке» (1916) и «Как Молли вытается быть хорошей» (1915). Последний сохранился до наших дней и доступен на DVD. В этом фильме Глазер появляется в эпизодической роли самой себя вместе с другими знаменитостями немого кино того времени.
Дважды была замужем и оба брака закончились разводом. В 1907 году вышла замуж за актёра Ральфа К. Герца, но они развелись в 1912 году. Герц скончался в 1921 году. Позже Лулу вышла замуж за Томаса Д. Ричардса. Этот брак также кончился разводом. Часто Лулу Грейзер ошибочно приписывают брак с ДеВульфом Хоппером, но в действительности это не так. Пятой и последней женой Хоппера была «Лиллиан Глазер», которая не имела никакого отношения к Лулу Глазер. Вполне возможно, что ДеВульф и Лулу просто какое-то время выступали вместе на одной сцене как певцы.
Скончалась Глейзер 5 сентября 1958 года в Уэстоне, штат Коннектикут.